# イギリスの小説家一覧
イギリスの小説家の一覧。
| 目次 | 目次 | 目次 | 目次 | 目次 | 目次 | 目次 | 目次 | 目次 | 目次 | 目次 |
| ---- | ---- | ---- | ---- | ---- | ---- | ---- | ---- | ---- | ---- | ---- |
| ア   | イ   | ウ   | エ   | オ   |      | ハ   | ヒ   | フ   | ヘ   | ホ   |
| カ   | キ   | ク   | ケ   | コ   |      | マ   | ミ   | ム   | メ   | モ   |
| サ   | シ   | ス   | セ   | ソ   |      | ヤ   |      | ユ   |      | ヨ   |
| タ   | チ   | ツ   | テ   | ト   |      | ラ   | リ   | ル   | レ   | ロ   |
| ナ   | ニ   | ヌ   | ネ   | ノ   |      | ワ   |      | ヲ   |      | ン   |

## ア
- ジェフリー・アーチャー
- リチャード・アダムス
- アリソン・アトリー
- エリザベス・フォン・アーニム
- マージェリー・アリンガム
- ピアズ・アンソニイ
- アーサー・コナン・ドイル

## イ
- カズオ・イシグロ

## ウ
- ウィーダ
- アリス・マリエル・ウィリアムソン
- アンガス・ウィルソン
- コリン・ウィルソン
- R・D・ウィングフィールド
- ジョン・ウィンダム
- ジョン・ウェイン
- アーヴィン・ウェルシュ
- ハーバート・ジョージ・ウェルズ
- イーブリン・ウォー
- アイザック・ウォルトン
- ヒュー・シーモア・ウォルポール
- ホレス・ウォルポール
- P・G・ウッドハウス
- ヴァージニア・ウルフ

## エ
- キングズレー・エイミス
- ジョージ・エリオット
- ジョーン・エイケン

## オ
- ジョージ・オーウェル
- ジェーン・オースティン
- ウィルバート・オードリー
- ブライアン・オールディス
- パトリック・オブライアン

## カ
- デイビッド・ガーネット

## キ
- ジョージ・ギッシング
- ラドヤード・キップリング
- エリザベス・ギャスケル
- ルイス・キャロル
- アーサー・キラークーチ
- チャールズ・キングスレー

## ク
- アーサー・C・クラーク
- グレアム・グリーン
- ロバート・グリーン
- アガサ・クリスティ
- ケネス・グレアム
- アーチボルド・ジョーゼフ・クローニン
- F・W・クロフツ

## ケ
- ジョイス・ケアリ

## コ
- ジョン・コリア
- ジョン・ゴールズワージー
- ウィリアム・ゴールディング
- マーティナ・コール
- バーナード・コーンウェル
- ウィルキー・コリンズ
- ジョゼフ・コンラッド

## サ
- サキ
- ウィリアム・メイクピース・サッカレー
- ローズマリー・サトクリフ
- イズレイル・ザングウィル
- ウィリアム・サンソム
- サンダ・アラキ

## シ
- アレックス・シアラー
- P・D・ジェイムズ
- メアリー・シェリー
- ジェローム・K・ジェローム
- ルース・プラワー・ジャブヴァーラ
- ネビル・シュート
- ダイアナ・ウィン・ジョーンズ
- アラン・シリトー
- サイモン・シン

## ス
- ジョナサン・スウィフト
- ウォルター・スコット
- ローレンス・スターン
- ロバート・ルイス・スティーヴンソン
- ブライアン・ステイブルフォード
- オラフ・ステープルドン
- トム・ストッパード
- チャールズ・ストロス
- チャールズ・パーシー・スノー
- ミュリエル・スパーク
- ゼイディー・スミス
- トバイアス・スモレット

## セ
- ドロシー・L・セイヤーズ

## タ
- ロアルド・ダール
- E・C・タブ
- ロレンス・ダレル

## チ
- ギルバート・ケイス・チェスタートン
- ブルース・チャトウィン

## テ
- チャールズ・ディケンズ
- コリン・デクスター
- ダニエル・デフォー

## ト
- アーサー・コナン・ドイル
- ディラン・トーマス
- J・R・R・トールキン
- クレイグ・トーマス
- P・L・トラヴァース
- マーガレット・ドラブル

## ナ
- V・S・ナイポール

## ニ
- ニック・ホーンビィ

## ネ
- イーディス・ネズビット

## ハ
- アントニイ・バークリー
- イーディス・パージター
- トーマス・ハーディ
- フランシス・ホジソン・バーネット
- ジェリー・パーネル
- ラフカディオ・ハーン
- A・S・バイアット
- クライヴ・バーカー
- ヘンリー・ライダー・ハガード
- スティーヴン・バクスター
- オルダス・ハクスリー
- ジョン・バニヤン
- ウィリアム・ヘンリー・ハドソン
- サミュエル・バトラー
- J・G・バラード
- ジェームス・マシュー・バリー
- ロバート・ハリス
- バロネス・オルツィ
- アンソニー・バージェス

## ヒ
- マーヴィン・ピーク
- ジャック・ヒギンズ
- ジェームズ・ヒルトン

## フ
- ジョン・ファウルズ
- ヘンリー・フィールディング
- フレデリック・フォーサイス
- イーデン・フィルポッツ
- E・M・フォースター
- セシル・スコット・フォレスター
- マーティン・ブース
- イーニッド・ブライトン
- テリー・プラチェット
- アルジャーノン・ブラックウッド
- ジョン・ブラナー
- クリストファー・プリースト
- ブライアン・フリーマントル
- イアン・フレミング
- エレノア・ブレント＝ダイアー
- アン・ブロンテ
- エミリー・ブロンテ
- シャーロット・ブロンテ

## ヘ
- ミシェル・ペイヴァー
- アーサー・ヘイリー
- アフラ・ベーン
- サミュエル・ベケット
- ウィリアム・トマス・ベックフォード
- アーノルド・ベネット
- E・C・ベントリー

## ホ
- フレッド・ホイル
- エリザベル・ボウエン
- ジェイムズ・P・ホーガン
- ウィリアム・H・ホジスン
- ビアトリクス・ポター

## マ
- アイリス・マードック
- イアン・マキューアン
- ジョージ・マクドナルド
- アリステア・マクリーン
- アーサー・マッケン
- ジョン・ミドルトン・マリー
- フレデリック・マリアット
- キャサリン・マンスフィールド

## ミ
- ジャクリーン・ミットン
- A・A・ミルン

## ム
- マイケル・ムアコック

## メ
- ジョージ・メレディス

## モ
- チャールズ・ラングブリッジ・モーガン
- サマセット・モーム

## ラ
- サルマン・ラシュディ
- エリック・フランク・ラッセル
- アン・ラドクリッフ
- ブライアン・ラムレイ
- アーサー・ランサム

## リ
- タニス・リー
- サミュエル・リチャードソン
- 初代リットン男爵エドワード・ブルワー＝リットン
- ジョン・リリー

## ル
- C・S・ルイス
- ジョン・ル・カレ

## レ
- ドリス・レッシング

## ロ
- J・K・ローリング
- D・H・ローレンス

## ワ
- オスカー・ワイルド
- イアン・ワトスン